# Piktografisk skrift

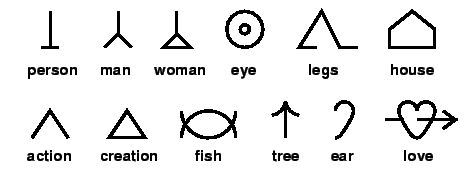
Symboler i bliss.

Piktografisk skrift eller bildskrift kallas skriftspråk där tecknen (piktogram) utgör avbildningar eller stiliserade avbildningar. Något renodlat piktografiskt skriftspråk existerar knappast, men många tecken i det ideografiska skriftspråket bliss är piktografiska.